# Instituto Tecnológico Autónomo de México

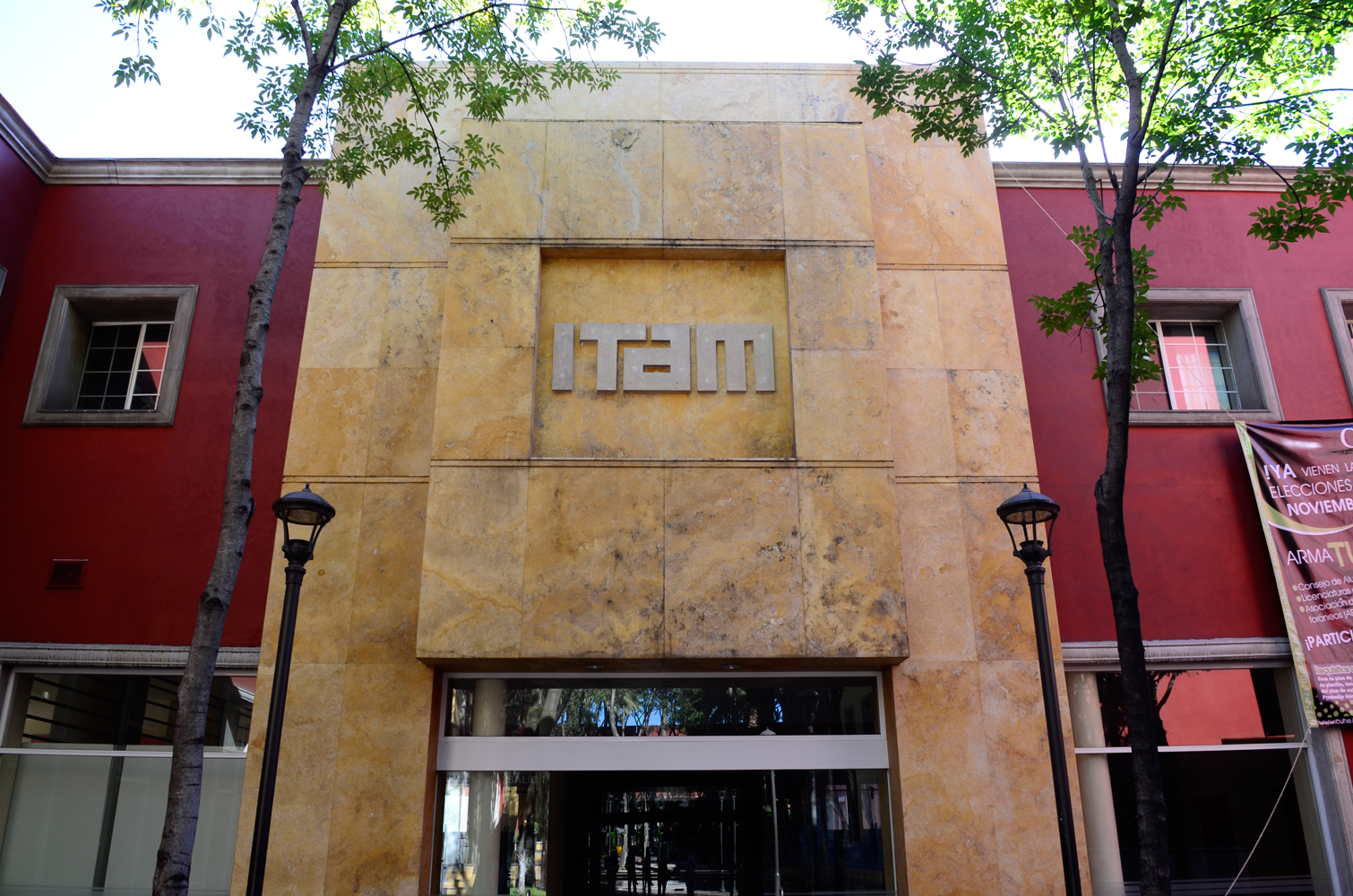
Gebäude mit Logo der Universität

Das Instituto Tecnológico Autónomo de México (ITAM) („Autonomes Technisches Institut von Mexiko“) ist eine mexikanische Privatuniversität in Mexiko-Stadt, die 1946 gegründet wurde. Sie gilt heute als eine der herausragenden Eliteuniversitäten Mexikos und kann auf mehrere prominente Absolventen blicken.

## Professoren
- Guillermo Ortiz Martínez, mexikanischer Ökonom und gegenwärtiger Vorsitzender der Banco de México

## Berühmte Absolventen
- María Asunción Aramburuzabala Larregui (* 1963), mexikanische Unternehmerin
- Pedro Aspe Armella, mexikanischer Finanzminister unter Carlos Salinas
- Felipe Calderón Hinojosa (* 1962), BWL, Präsident Mexikos von 2006 bis 2012
- Francisco Gil Díaz, mexikanischer Finanzminister unter Vicente Fox
- Emilio Lozoya Austin (* 1975), mexikanischer Volkswirtschaftler, Politiker und Direktor des Weltwirtschaftsforums
- Miguel Mancera Aguayo (* 1932), ehemaliger Direktor der Banco de México
- Gustavo Petriccioli Iturbide, mexikanischer Finanzminister unter Miguel de la Madrid Hurtado
- Luis Carlos Ugalde (* 1966), Präsident der mexikanischen Wahlbehörde

## Ehrendoktorate
- David Rockefeller, Sr., US-amerikanischer Bankier und Staatsmann